# 神鬼認證 (小說)
是一部1980年出版的驚悚小說，由美國小說家勞勃·勒德倫寫作。內容敘述失去記憶的傑森·包恩追尋自己的記憶，並查明殺手及CIA追殺他的原因。神鬼系列的作品，勒德倫一共寫了三集，而後的艾瑞克·范·勒斯貝德（Eric Van Lustbader）寫下了第四部以及第五部的神鬼系列作品。
《神鬼認證》是勒德倫筆下相當膾炙人口的一系列作品，該系列還曾經被拍成電影和電視影集。《神鬼認證》的電視影集在1988年由理查·張伯倫飾演傑森·包恩和賈桂林·史密斯飾演瑪莉·聖雅各。而電影則是由麥特·戴蒙飾演傑森·包恩，法蘭卡·波坦特飾演瑪莉。
《神鬼認證》被《出版者周刊》評選為最佳15大諜報小說亞軍，冠軍為約翰·勒卡雷名著《冷戰諜魂》。

## 劇情

### 背景
地中海的一個晚上，一名年輕人身中槍傷，漂流在地中海，奄奄一息的彷彿一具屍體。到了早晨，一艘船發現了這名年輕人並且將他救起，將他送到最近的島-黑港島上的醫師治療。該名醫師雖然是個酒鬼，但是卻能幫助這名年輕人從鬼門關前走回來，雖然年輕人醒來了，但是頭上的槍傷使的他的記憶喪失。這名年輕人的臀部皮下卻有著蘇黎士共同社區銀行的帳戶負片，並且有著高度的防禦及保護能力，精通英語、法語及一種東南亞的方言，熟悉槍枝或是有著一身高強的武藝，而這名失憶的年輕人，在醫師的幫助下，十九個星期間療傷，恢復體能狀態，等著時候到了前去蘇黎士尋找記憶。

### 瑞士蘇黎士
年輕人到蘇黎士的共同社區銀行，打開自己的帳戶時，找到了自己的名字，他叫傑森·包恩，這顯然是他的名字，但更讓他不敢置信的看著，他的帳戶裡的錢竟然高達四百萬美金，年輕人將三分之一給了救了他的華斯本醫師，一部分轉往法國巴黎麥德琳街的一家銀行。傑森在離開銀行的時候卻發現，有人在跟蹤他，並且想要殺了他。傑森雖然在銀行脫了身，但他卻恍然大悟自己說溜了自己住宿的飯店特色，傑森察覺到大事不妙並想立即驅車前往巴黎，但是試圖殺他的殺手已經追來了，傑森在毫無退路的情況下綁架了一名加拿大籍的女子，她名為瑪莉·聖雅各，是法裔加拿大人，經濟學博士，替加拿大政府財政部工作。傑森雖然成功逃離了酒店，卻又回想起了一些零星的記憶片段，正當她與瑪莉一起尋找記憶片段時，瑪莉逃走了！傑森雖然還是一個人找尋記憶的片段，但是離開蘇黎士的管道卻已經消失了，而飽受驚嚇的瑪莉在成功逃離了傑森後，卻落入了追殺傑森殺手的手中，瑪莉誤以為他們是警察，於是將傑森的行動告訴了他們，傑森最後落入了殺手手中，而不知情的瑪莉一直到殺手說要將她丟入河裡才頓時了解，這些人不是警察是壞人！最後傑森殺了追殺他的殺手，營救了險遭滅口的瑪莉，但同時也身負重傷，昏迷不醒。

### 法國巴黎
包恩在身負重傷後甦醒，瑪莉救了包恩，請醫師幫包恩治療。瑪莉對於包恩捨身相救相當感動，但是同時也懷疑包恩真正的身分，於是包恩告訴瑪莉他從黑港島上的記憶，由於瑪莉有相當好了規劃與計劃頭腦，她總能幫助包恩一步步釐清關係、拼湊記憶。包恩在療傷的期間，對瑪莉也產生了感情，兩人愛上了彼此，但也了解到會有更黑暗的事情在等著他們。包恩了解到他能從巴黎得到答案，包恩先是從麥德琳街的銀行，透過瑪莉的專業全數提領出來，之後追查到某個經典服飾店是豺狼卡洛斯的中繼站，包恩從店裡負責人得知自己是一個名為肯恩的殺手，專門破壞卡洛斯的行情，結果搞的卡洛斯發火，不惜一切追殺肯恩，包恩得知自己是這麼危險的人物時，決心要離開瑪莉。但正當包恩還沒離開瑪莉時，瑪莉卻遭人冤枉被蘇黎士警方通緝，包恩決定要陪著瑪莉解決一切的事情，包恩追查到從服飾店的另一個中繼站，但是那是一個退役將軍的家，這個將軍的兒子因為被卡洛斯炸死而痛恨卡洛斯，卻沒想到自己公館變成了卡洛斯的中繼站，包恩後來才發現是將軍的夫人為卡洛斯的人，而包恩則與將軍聯手引出卡洛斯。包恩故意製造服飾店內的紛亂，而將軍則不論如何都設法留住妻子，後來包恩要從服飾店內另一個當初與他在梅杜莎行動中的夥伴-戴仇套出自己的過去，包恩得知肯恩只是美國故意製造的一個引誘卡洛斯的神話，而包恩只是扮演這個肯恩的角色，包恩在得知真相後，告訴了瑪莉，兩人都鬆了一口氣，但是包恩了解美國方面也想殺他滅口，於是包恩除了要回去美國解釋一切之外，也要回到絆腳石的地點，尋找一切。

### 美國紐約
包恩回到了絆腳石位於紐約七一街的地址，他要回想起他的一切，但是卡洛斯同時也發現了他的行蹤，卡洛斯要親自解決他。而CIA幹員康克林，這個也是梅杜莎行動的一員，也想要殺掉包恩，瑪莉得知包恩獨自前往美國後，於是尋找將軍的幫助，透過外交支援飛往美國，他要與美國方面解釋一切，包恩從黑港島上開始的一切。當包恩回到絆腳石大樓時，卡洛斯卻來了！包恩逼不得已在絆腳石大樓內與卡洛斯決一死戰，而康克林在得知真相後，也與瑪莉一同前來絆腳石大樓，最後包恩與卡洛斯的大戰，包恩雖身負重傷，但卡洛斯也同樣身負重傷，勉強脫逃了，包恩則被救起，躺在瑪莉的懷抱中。

### 尾聲
絆腳石計劃已經終止，該計劃負責也被滅口，知道這個計劃的將軍，告訴瑪莉傑森‧包恩到底是誰。傑森·包恩真實名字為大衛·韋伯，是個派駐遠東地區的美國職業軍人，在梅杜莎行動前還有個泰國妻子與兩個小孩，但在他妻小被不知國屬的飛機炸死後，韋伯決心加入梅杜莎行動找尋真相，後來梅杜莎行動結束後，包恩被挑中成為絆腳石計劃下的肯恩的角色，三年來過著提心吊膽的日子。在絆腳石計劃終結後，包恩只需要靠著酬勞，隱密的過日子就行了。最後瑪莉接受了韋伯真實的自己，與韋伯共同生活、共組家庭，過著隱密的日子。

## 續集
勒德倫寫下了神鬼認證後的兩本續集，《神鬼疑雲》（The Bourne Supremacy）以及《神鬼通牒》（The Bourne Ultimatum）。該系列的三本書通通翻拍成了電影。勒德倫於2001年死後，艾瑞克·范·勒斯貝德接著神鬼系列傑森·包恩的角色繼續寫作，分別寫下《神鬼傳承》和《The Bourne Betrayal》。